# 杜集镇 (虞城县)
杜集镇，是中华人民共和国河南省商丘市虞城县下辖的一个乡镇级行政单位。

## 行政区划
杜集镇下辖以下地区：
北街村、刘庙村、杨庄村、玉皇村、武河村、史桥村、刘菜园村、大高营村、大吴楼村、东街村、向阳村、张楼村、王小庙村、陈老楼村、林桥村、黄庄村、吴洪口村、王桥村、牛桥村、南街村、叶店村、孟庄村、崔油坊村、朱桥村、前任菜园村、岗叉楼村、西街村、前王楼村、刘庄村、沈店村、李菜园村和钟窑村。